# Bucsumizbita
Bucsum-Izbita románul: Izbita, falu Romániában, Erdélyben, Fehér megyében. Közigazgatásilag Bucsony községhez tartozik.

## Fekvése
Bucsony (Bucium) közelében fekvő település.

## Története
Bucsum-Izbita korábban Bucsony része volt. 1850-ben 375 lakosából 369 román, 4 magyar volt. 1941-ben 457 lakopsából 454 román volt.
1956 körül különvált Coleşeni, Gura Izbitei, Izbicioara és Măgura. 1966-ban 137 lakosából 135 román, 2 magyar, 1977-ben 101, 1992-ben 73, 2002-ben pedig 61 román lakosa volt.